# Burgstall Schlösselberg
Der Burgstall Schlösselberg ist eine abgegangene Höhenburg auf dem „Schlösselberg“, auch „Höhberg“ genannt, in der Nähe von Haag, einem Gemeindeteil der niederbayerischen Gemeinde Niederaichbach im Landkreis Landshut. Die Anlage wird als Bodendenkmal unter der Aktennummer D-2-7340-0195 als „Mittelalterlicher Burgstall ‚Schlösselberg‘“ geführt. 

## Beschreibung
Der Burgstall Schlösselberg liegt auf einer nach Südosten gerichteten Ausbuchtung eines Isarsteilhang 600 m nordwestlich von Haag; 240 m südlich von ihm befindet sich die Abschnittsbefestigung Schlösselberg und 350 m südwestlich der Burgstall Enzelberg. Der Burgplatz umfasst ein unregelmäßiges Viereck von 130 m in Nord-Süd-Richtung und 110 m in Ost-West-Richtung. Der Burgplatz fällt nach Norden 70 m steil zur Isar ab, ebenso tief nach Westen zu einer Talausbuchtung zwischen dem Schlösselberg und dem Enzelberg. Gegen das östliche Hinterland ist die Anlage durch einen von Norden nach Süden verlaufenden Graben geschützt. Hinter diesem Graben riegelt ein steiler bogenförmiger Schildwall den eigentlichen Burgplatz ab. Dieser Wall steigt 15 m von der Talsohle bis zum Burgplatz auf. Der Innenraum umfasst im Nordwesten auch einen Spornvorsprung. Die Außenböschung des Walls bildet ein Halsgraben, dieser bildet im südlichen Grabenteil ein kräftiges Wallstück aus. 80 m östlich der äußeren Kante des Halsgrabens verläuft quer über den Rücken des Schösselbergs ein geradliniges Wallstück mit vorgelagertem Graben. Auf dem Burgplateau sind prähistorische Scherben gefunden worden, die verloren gegangen sind.